# Bellicourt British Cemetery
Bellicourt British Cemetery is een Britse militaire begraafplaats met gesneuvelden uit de Eerste Wereldoorlog, gelegen in de Franse gemeente Bellicourt in het departement Aisne. De begraafplaats werd ontworpen door Charles Holden en ligt langs de weg van Bellicourt naar Hargicourt op 200 m ten westen van het dorpscentrum (gemeentehuis).  
Er liggen 1.203 doden begraven waaronder 312 niet geïdentificeerde.
De begraafplaats wordt onderhouden door de Commonwealth War Graves Commission.

## Aanleg
Ze heeft een nagenoeg rechthoekig grondplan met een oppervlakte van ruim 4.590 m² en wordt omsloten door een natuurstenen muur, afgedekt met witte boordstenen. Het Cross of Sacrifice staat in een hexagone uitbouw van de zuidwestelijke hoek van de ommuring. De Stone of Remembrance staat tegen de oostelijke muur. In de zuidoostelijke hoek van de begraafplaats bevindt zich tussen twee bloembakken de open toegang. In een apsisvormige uitbouw in noordelijke ommuring staat een halfcirkelvormige stenen rustbank. 

## Geschiedenis
Het Kanaal van Saint-Quentin loopt in een vijf kilometer lange tunnel onder het dorp Bellicourt door. De Hindenburglinie liep ten westen van het dorp en de schepen in de tunnel werden gebruikt om Duitse reserves te beschermen. Ongeveer vijf kilometer ten zuiden van Bellicourt, waar het kanaal open is, ligt het dorp Bellenglise waar een andere grote tunnel of dug-out door de Duitsers werd gemaakt. Tussen 29 september en 2 oktober 1918 werd de Slag om het St. Quentin-kanaal uitgevochten. De 46th (North Midland) Division bestormde de Hindenburglinie in Bellenglise en nam 4.000 gevangenen en 70 kanonnen. De 30th United States Division veroverde Bellicourt en Nauroy, die werden opgeruimd door de 5th Australian Division.
De begraafplaats werd na deze strijd aangelegd met de 73 doden van de Nord Midlands en Australische troepen in wat nu perceel I is. Na de wapenstilstand werd de  begraafplaats sterk uitgebreid door concentratie van gesneuvelden uit de omliggende slagvelden en de volgende kleinere begraafplaatsen: Bellenglise British Cemetery (48 doden) in Bellenglise, Carriere British Cemetery (35 doden) en Nauroy Road Cemetery (21 doden) in Bellicourt, Joncourt Railway Cemetery (22 doden) in Joncourt, Magny-La-Fosse British Cemetery (37 doden) in Magny-la-Fosse, Melbourne Cemetery (15 doden) in Montbrehain, Mont-St. Martin British Cemetery (38 doden) in Gouy en Sievier Cemetery (31 doden) in Beaurevoir.
Onder de geïdentificeerde slachtoffers zijn er 623 Britten, 261 Australiërs, 5 Zuid-Afrikanen, 1 Canadees en 1 Chinees (tewerkgesteld bij het Chinese Labour Corps). Voor 21 slachtoffers werden Special Memorals opgericht omdat hun graven niet meer gelokaliseerd konden worden en men neemt aan dat ze onder naamloze grafzerken liggen.

## Graven

### Onderscheiden militairen
- Bernard William Vann, luitenant-kolonel bij de Sherwood Foresters (Notts and Derby Regiment) werd onderscheiden met het Victoria Cross en tweemaal met het Military Cross (VC, MC and Bar). Hij ontving ook nog het Franse Croix de Guerre.
- Thomas Richard Evans, luitenant-kolonel bij de Royal Welsh Fusiliers en Robert Brunger, kapitein bij het Norfolk Regiment werden onderscheiden met de Distinguished Service Order (DSO).
- James Sullivan, kapitein bij de Australian Infantry, A.I.F. werd tweemaal onderscheiden met het Military Cross en met de Military Medal (MC and Bar, MM).
- Russell Medley Leake, kapitein bij het The Loyal North Lancashire Regiment werd tweemaal onderscheiden met het Military Cross (MC and Bar).
- nog 14 officieren werden onderscheiden met het Military Cross (MC) nl: majoor J. Morris, de kapiteins Vivian Telfer Pemberton, Arthur Thomas Rogers, Humphrey Stuart King,Richard Oliver Geary Jefferies en Frederick Wystan Hipkins, de luitenants Basil Warren Wild, Harold Doust en Leslie Byrne, de onderluitenants Frank Woollerton, Frederick Sidney Maud, Charles Bimrose, Maxwell Dalston Barrows en W.V. Matthews.
- de sergeanten S. Hurt en Reginald Harry Ford, beide dienend bij de Sherwood Foresters (Notts and Derby Regiment), werden onderscheiden met de Distinguished Conduct Medal en de Military Medal (DCM, MM).
- sergeant-majoor Charles Ellis (Royal Field Artillery), sergeant J. McCarthy (York and Lancaster Regiment), sergeant Walter Furniss (Australian Field Artillery), korporaal C. Hurley (Leicestershire Regiment) en de korporaals John Richard Allan en Robert Cock, beide dienend bij de Australian Infantry, A.I.F. werden onderscheiden met de Distinguished Conduct Medal (DCM).
- nog 36 militairen werden onderscheiden met de Military Medal (MM).

### Aliassen
Vijf militairen dienden onder een alias.
- soldaat Alexander Henderson Roberts als A.H. Henderson bij de Australian Infantry, A.I.F..
- soldaat George Hunt als G. Roberts bij de Lancashire Fusiliers.
- soldaat William George Boehm als W.G. Beams bij het Australian Machine Gun Corps.
- soldaat Alfred Curran als A. Tavener bij de Australian Infantry, A.I.F..
- soldaat Charles William Lacey als C.W. Jackson bij de Australian Infantry, A.I.F..